# Incanto
Incanto ist ein in Deutschland am 24. Oktober 2008 veröffentlichtes Album des italienischen Sängers Andrea Bocelli. Es erschien bei Decca Records und beinhaltet überwiegend neapolitanische Lieder. Weltweit konnte sich das Album bislang etwa zwei Millionen Mal verkaufen lassen.

## Entstehung
Einigen Liedern begegnete Bocelli schon in seiner Kindheit. So schrieben die Ruhr Nachrichten anlässlich der Veröffentlichung des Albums, Bocelli habe seinem Vater regelmäßig ‘O Surdato ‘Nnammurato vorgesungen und damit ein besonderes Verhältnis zu diesen Liedern aufgebaut. Bocelli bezeichnet diese Lieder als die „klangvolle Säule des Lebens“. Das Lied Un Amore Così Grande sang Bocelli mit Veronica Berti, mit der er derzeit liiert ist. Die Arbeiten an dem Album beliefen sich auf drei Jahre.

## Titelliste
1. Un Amore Così Grande – 4:22
2. ‘O Surdato ‘Nnammurato – 2:49
3. Mamma – 3:30
4. Voglio Vivere Così – 3:02
5. Santa Lucia – 4:27
6. Funiculì Funiculà – 2:31
7. Because – 2:36
8. Vieni Sul Mar! – 4:37
9. Granada – 4:12
10. Era de Maggio – 4:57
11. A Marechiare – 3:14
12. …E Vui Durmiti Ancora – 5:03
13. Non Ti Scordar di Me – 3:59
14. Pucinella – 2:46

## Tournee
Andrea Bocelli stellte das Album, dessen Titel auf Deutsch Zauber bedeutet, am 24. Oktober 2008 in Neapel auf der Piazza del Plebiscito einem 80.000 Menschen umfassenden Publikum vor. Musikalische Gäste bei diesem Konzert waren unter anderem Cecilia Bartoli.
Im Frühjahr 2009 trat Bocelli bei der Sendung Wetten, dass..? auf und sang dort einige der neuen Lieder aus dem Album.
Am 27. März 2009 bereiste Bocelli die Vereinigten Arabischen Emirate und stellte sein Album im Mittleren Osten vor. Es war gleichzeitig das Bühnendebüt für Bocelli in Abu Dhabi.
Im September und November 2009 trat Bocelli in mehreren englischen Städten, unter anderem in London und Liverpool auf.

## Rezeption

### Preise
- 2009: Nominierung bei den BRIT Awards für das Album des Jahres

### Rezensionen
Die Zeitung Ruhr Nachrichten lobte nicht nur die Auswahl der Lieder, sondern auch die Interpretation dieser durch Bocelli.

### Chartplatzierungen
| ChartsChartplatzierungen       | Höchstplatzierung | Wochen |
| ------------------------------ | ----------------- | ------ |
| Deutschland (GfK)              | 56 (4 Wo.)        | 4      |
| Italien (FIMI)                 | 5 (28 Wo.)        | 28     |
| Österreich (Ö3)                | 40 (6 Wo.)        | 6      |
| Schweiz (IFPI)                 | 40 (11 Wo.)       | 11     |
| Vereinigte Staaten (Billboard) | 8 (22 Wo.)        | 22     |
| Vereinigtes Königreich (OCC)   | 12 (8 Wo.)        | 8      |

| ChartsJahrescharts (2008) | Platzierung |
| ------------------------- | ----------- |
| Italien (FIMI)            | 25          |

| ChartsJahrescharts (2009)      | Platzierung |
| ------------------------------ | ----------- |
| Italien (FIMI)                 | 84          |
| Vereinigte Staaten (Billboard) | 112         |

### Auszeichnungen für Musikverkäufe
Für den kommerziellen Erfolg des Albums bekam Bocelli einen Preis mit viermaligem Diamantstatus für 1,5 Millionen verkaufte Exemplare des Albums in vier Monaten verliehen.
| Land/Region                  | Auszeichnungen für Musikverkäufe (Land/Region, Auszeichnung, Verkäufe) | Verkäufe |
| ---------------------------- | ---------------------------------------------------------------------- | -------- |
| Australien (ARIA)            | Gold                                                                   | 35.000   |
| Brasilien (PMB)              | Platin                                                                 | 60.000   |
| Finnland (IFPI)              | Gold                                                                   | 14.349   |
| Golf-Kooperationsrat (IFPI)  | Gold                                                                   | 3.000    |
| Griechenland (IFPI)          | Gold                                                                   | 7.500    |
| Irland (IRMA)                | Platin                                                                 | 15.000   |
| Norwegen (IFPI)              | Gold                                                                   | 15.000   |
| Polen (ZPAV)                 | Platin                                                                 | 20.000   |
| Ungarn (MAHASZ)              | Platin                                                                 | 6.000    |
| Vereinigtes Königreich (BPI) | Gold                                                                   | 100.000  |
| Insgesamt                    | 6× Gold · 4× Platin ·                                                  | 275.849  |

Hauptartikel: Andrea Bocelli/Auszeichnungen für Musikverkäufe